# ألكساندرو بوتوسيان
ألكساندرو بوتوسيان (بالرومانية: Alexandru Potocean)‏ هو ممثل روماني، ولد في 26 أبريل 1984 في رومانيا.

## أعمال

### أفلام
- (2007) 4 أشهر، 3 أسابيع ويومان
- (2009) جيش الجريمة

## وصلات خارجية
- ألكساندرو بوتوسيان على موقع IMDb (الإنجليزية)
- ألكساندرو بوتوسيان على موقع قاعدة بيانات الأفلام العربية
- ألكساندرو بوتوسيان على موقع ألو سيني (الفرنسية)
- ألكساندرو بوتوسيان على موقع ألو سيني (الفرنسية)
- ألكساندرو بوتوسيان على موقع أول موفي (الإنجليزية)
- ألكساندرو بوتوسيان على موقع قاعدة بيانات الأفلام السويدية (السويدية)
- ألكساندرو بوتوسيان على موقع قاعدة بيانات الفيلم (الإنجليزية)
- ألكساندرو بوتوسيان على موقع كينوبويسك (الروسية)